# Cime du Diable
La cime du Diable est un sommet situé dans le massif alpin du Mercantour-Argentera, sur le département des Alpes-Maritimes (France), au-dessus de la vallée de la Roya. Ce sommet s'élève au sein du parc national du Mercantour.

## Toponymie
La toponymie aux alentours du sommet possède aussi une marque diabolique : lacs de l'Enfer, pas du Trem (« tremblement »), Valmasque (« vallée de la sorcière »). L'origine est incertaine : déformation de racines des mots « rochers » ou « monts », forte activité orageuse sur ce sommet, ou bien influence jugée maligne par le clergé de la présence des gravures de la vallée des Merveilles.

## Géographie

### Topographie
De sa position isolée en limite méridionale du parc, la cime du Diable (2 685 m) constitue avec le mont Bégo, le mont du Grand Capelet (2 935 m) au nord et le mont Capelet supérieur au sud (avec lesquels elle se confond parfois) un ensemble de sommets facilement observable depuis la côte. Malgré son altitude, elle n'est séparée que d'une trentaine de kilomètres à vol d'oiseau du bord de mer. Le sommet possède une antécime, le mont Capelet supérieur (2 637 mètres).

### Géologie
La cime du Diable est composée de grès. Elle termine la chaîne de montagnes à partir du mont Clapier qui sépare le vallon de la Gordolasque de la vallée des Merveilles.

## Alpinisme
La voie Normale d'accès utilise les éboulis du versant Nord-Est au départ du pas du Trem. Le sentier est un peu aérien mais ne présente pas de difficulté particulière. L'ascension au sommet constitue une randonnée classique du département.

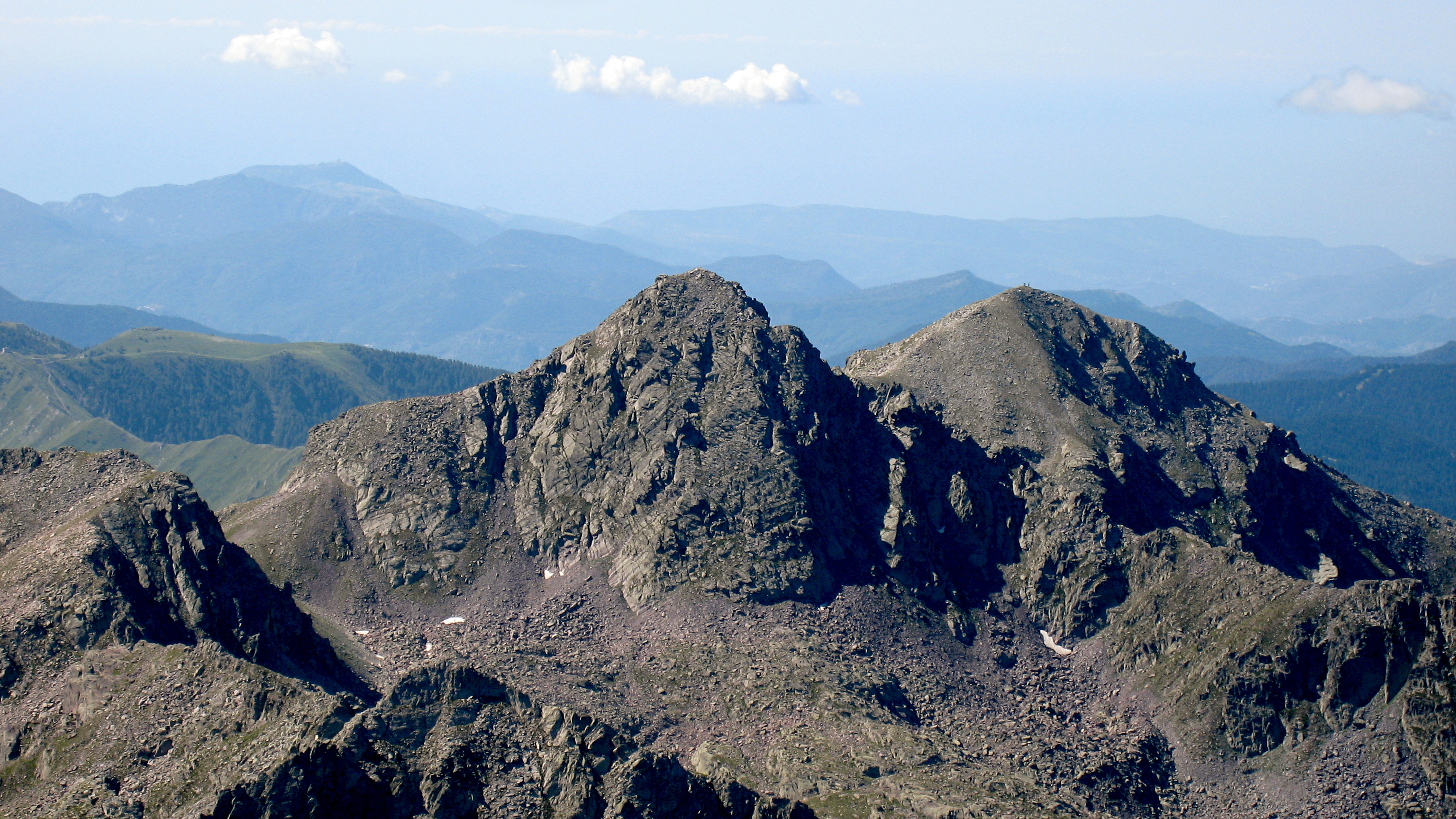
Vue de la cime du Diable.

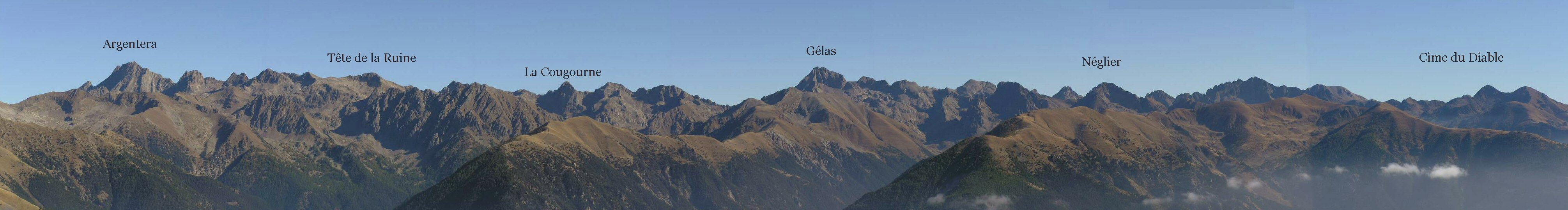
Situation de la cime du Diable (à droite sur la photo) dans la chaîne du Mercantour.